# 406 Lucy Avenue

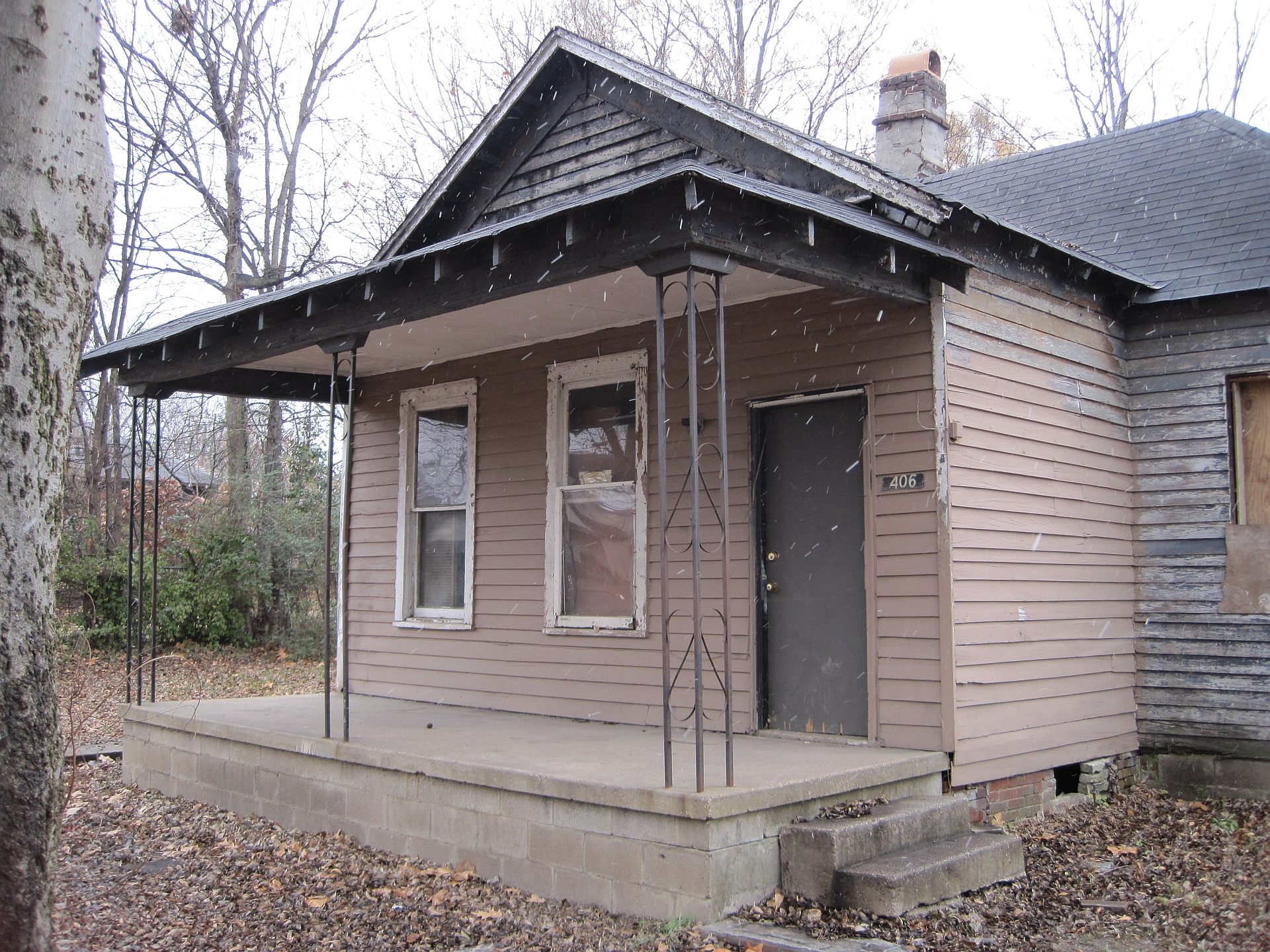
Aretha Franklins Geburtshaus

406 Lucy Avenue ist ein Wohnhaus im Stadtteil Trigg der US-amerikanischen Stadt Memphis (Tennessee). Bekannt ist es als Geburtshaus der Soulsängerin Aretha Franklin (1942–2018).
Das Haus ist ein Einfamilienhaus. Es wurde 1930 errichtet. Die Wohnfläche beträgt etwa 102 m². Das Haus war im Eigentum des Baptistenpredigers C. L. Franklin. Am 25. März 1942 kam dort sein drittes Kind Aretha zur Welt. Die Familie lebte dort weitere zwei Jahre und zog im Mai 1944 nach Buffalo.
Das Haus ist heute in keinem guten Zustand mehr. Die Stadt Memphis hatte im Laufe der Jahre mehrmals Pläne, das Haus zu renovieren und zu einem Museum umzuwidmen. Angeblich soll die originale Badewanne der Familie Franklin noch erhalten sein. Auch einen Plan, das Haus von seinen Fundamenten zu nehmen und in einen bei Touristen beliebteren Stadtteil zu translozieren, gab es. Keiner dieser Pläne wurde umgesetzt.
Aretha Franklin hatte selbst kaum Bindungen an das Haus. Zuletzt besuchte sie es 1995.